# Orthosia renilinea
Orthosia renilinea là một loài bướm đêm trong họ Noctuidae.